# 七锑化三铯
七锑化三铯是一种无机化合物，化学式为Cs3Sb7。它可由铯和锑在高温反应制得。它是单斜晶系晶体，空间群P21/c，a=1605.7，b=1571.1，c=2793.9 pm，β=96.300°，分子中含有Sb73−。